# Al Hudud ash Shamaliyah

Localizarea provinciei în Arabia Saudită

Al Hudud ash Shamaliyah, însemnând Frontierele Nordice (arabă:منطقة الحدود الشمالية al-ḥudūd aš-šamāliyya) este una dintre provinciile Arabiei Saudite și are capitala la 'Ar'ar. Se află la frontiera cu statele Iordania și Irak.